# Zigurat (empresa)
Zigurat fue una empresa de desarrollo y distribución de videojuegos española para 8 bits. Fue creada por algunos de los miembros del grupo de programación Made in Spain, creador de éxitos como Fred o Sir Fred. 

## Historia
La empresa fue creada por Carlos Granados, Camilo Cela y Fernando Rada. Del equipo original de Made in Spain, no se incorporó a esta nueva empresa Paco Menéndez, al no estar interesado en la parte de comercialización. Posteriormente se unieron a la empresa Jorge Granados y Ángel Alda. 
La empresa tuvo un gran éxito en los 80 con máquinas de 8 bits. Sin embargo, ante la dificultad de adaptación a los 16 bits pasaron a programar máquinas recreativas, trabajando exclusivamente para Gaelco. Destaca su título World Rally Championship, la recreativa española más vendida de la historia.
Ante el hundimiento del mercado de máquinas recreativas, en el año 2002 crearon junto con Gaelco la empresa de desarrollo de videojuegos móviles Gaelco Móviles/Topgam.

## Juegos publicados
- Afteroids Zigurat, 1988.
- Arkos Zigurat, 1987.
- Autocras diabólico Zigurat, 1991.
- Carlos Sainz: Campeonato del Mundo de Rallies Zigurat, 1990.
- Comando Quatro Zigurat, 1989.
- Curro Jiménez Zigurat, 1989.
- Drakkar Diabolic Software, 1989.
- El Poder Oscuro Zigurat, 1988.
- El misterio del Nilo Zigurat/Made in Spain, 1987.
- Emilio Sánchez Vicario Gran Slam Zigurat Software, 1989.
- Fred Made in Spain, 1983.
- GP F1 Simulator Zigurat, 1991.
- Hammerhead Zigurat, 1992.
- Humphrey Zigurat, 1988.
- Jump Zigurat, 1991.
- Jungle Warrior Zigurat, 1990.
- Kong's Revenge Zigurat, 1991.
- Nuclear Bowls Diabolic Software, 1987.
- Paris-Dakar Made in Spain, 1988.
- Piso Zero Zigurat, 1991.
- Power and Magic Zigurat, 1990.
- Senda Salvaje Zigurat, 1990.
- Sir Fred Made in Spain, 1986.
- Sito Pons 500cc Grand Prix Zigurat Software, 1990.
- Smaily Zigurat Software, 1991.
- Star Bowls Zigurat Software, 1991.
- Stroper Made in Spain / Zigurat, 1992.

## Máquinas recreativas
- World Rally Championship Zigurat Software / Gaelco, 1993. Como curiosidad esta recreativa se diseñó pasa usar la imagen de Carlos Sainz, pero el cambio de equipo de este poco tiempo antes de comercializarla obligó a ocular su imagen en el juego, aunque los programadores reconocen que se mantuvo la imagen en la memoria de datos del software.
- Target Hits Zigurat Software / Gaelco, 1994.
- World Rally 2 - Twin Racing Zigurat Software / Gaelco, 1995.
- Surf Planet Zigurat Software / Gaelco, 1997.
- Football Power Zigurat Sotware / Gaelco, 2000.
- Gaelco Football Zigurat Sotware / Gaelco, 2002.

## Sellos
Publicaron juegos de varios equipos de desarrollo, entre otros:
- Made in Spain
- Arcadia
- Diabolic Software'
- Gamesoft
- Truesoft
- Turbo 16